# 小學校際通識大賽2017
小學校際通識大賽2017（英語：Primary School Quiz 2017）是香港電台及全港青年學藝比賽大會合辦的小學校際問答比賽。比賽內容圍繞學科、語文、音樂、時事、國情知識、資訊科技、生活通識及動作遊戲等，以測試學生全面的才能。由林溥來、黃凱琳主持問答題、虞逸峯主持動作題及杜小喬主持睇片環節。

## 比賽方式

### 預賽（筆試）
參賽名額共27隊，如報名隊伍超過限額需要先進行筆試以甄選參賽隊伍。

### 比賽
27間參賽學校以單循環賽制進行比賽，經過9場初賽，勝出的9隊會進入3場複賽。而複賽中勝出的3隊將出線決賽，爭取冠、亞、季軍殊榮。初賽及複賽主要在錄影廠進行，而決賽的部分環節會在外景場地進行競技比賽。
比賽分四個回合進行，包括：
必答題
藍、紅、綠組三組順序作答，每組有底分100分，限時90秒，回答12條題目，答對加20分，答錯或棄權不扣分，限時內答對全部題目額外加30分。
動作題（激發潛能題）
參賽隊伍每次均會接受一至兩個挑戰，每集不同形式。
睇片題（線索「猜」「程」「尋」）
先看一段短片，然後回答三條題目，首兩題為搶答題，答對加30分，答錯扣20分，第三題為思考題，每組皆有作答機會，答對加40分，答錯不扣分。
搶答題
限時內搶答題目，按燈後主持叫組名方可作答，5秒內不答作棄權，答對加30分，答錯或棄權扣20分。

## 每集內容（初賽）

### 第一集
參賽學校︰
- 綠組︰藍田循道衛理小學
- 紅組︰英華小學
- 藍組︰道教青松小學

激發潛能題︰
挑戰名稱︰飛越過來

這個挑戰須分組作賽，每組派出三位隊員參加，在2分鐘內摺紙飛機，並選取其中一隻，由1位隊員負責把紙飛機順序穿越3個環，每穿過一個環得1分，總分最高的組別勝出，可得100分，其次是70分和40分。未能完成挑戰的組別，一律得40分。
線索「猜」「程」「尋」︰
介紹有機堆肥的過程。

### 第二集
參賽學校︰
- 綠組︰香海正覺蓮社佛教黃藻森學校
- 紅組︰沙田循道衞理小學
- 藍組︰聖類斯中學 (小學部)

激發潛能題︰
挑戰名稱︰一擊即中

這個挑戰須三組同時作賽，以抽籤定次序，每組派出三位隊員參加。木板劃分25格，每組有15個豆袋，三組依次序把豆袋拋向木板一次，為一個循環。豆袋要黏在其中一格超過5秒才計算，最快以直、橫、或斜線把木板上其中3格連結的組別勝出，餘下兩組繼續比賽，勝出的組別可得100分，其次是70分和40分。未能完成挑戰的組別，一律得40分。
線索「猜」「程」「尋」︰
訪問游泳健將張健達Kent，介紹游泳訓練方法。

### 第三集
參賽學校︰
- 綠組︰將軍澳天主教小學
- 紅組︰聖公會阮鄭夢芹小學
- 藍組︰元朗公立中學校友會英業小學

激發潛能題︰
挑戰名稱︰彈地投球

這個挑戰需要分組進行，每組派出兩位同學，用抽籤形式定先後次序。木架上有十五隻膠杯，每組有十五個乒乓球，一位同學負責於限時90秒內，以彈地投球方式，把乒乓球投入杯中，另一位同學負責遞乒乓球。入球最多的一組可得100分，其次為70分和40分。未能完成挑戰的組別，一律得40分。
線索「猜」「程」「尋」︰
介紹與海洋有關的環保議題。

### 第四集
參賽學校︰
- 綠組︰聖公會呂明才紀念小學
- 紅組︰港九街坊婦女會孫方中小學
- 藍組︰聖安當小學

激發潛能題︰
挑戰名稱︰競速有數球

這個挑戰需要三組同時進行，每組派出一位同學。同學要解答三條數學題，每題限時兩分鐘作答。同學要以長鋁管挾起印有正確答案的海綿球，放入杯內，成功挾起正確答案的海綿球可得一分。三條數學中，得分最多的一組勝出，勝出的隊伍可得100分，其次為70分和40分。未能完成挑戰的組別，一律得40分。
線索「猜」「程」「尋」︰
介紹有關港鐵安裝月台閘門的工程。

### 第五集
參賽學校︰
- 綠組︰英皇書院同學會小學第二校
- 紅組︰北角官立小學
- 藍組︰大埔舊墟公立學校 (寶湖道)

激發潛能題︰
挑戰名稱︰高出「你」想

這個挑戰需要分組進行，每組派出兩位同學。於限時兩分鐘內，同學要將大會提供的物品疊高，最後必須放上一枝顏色筆，並且維持10秒不跌才算完成。比賽以顏色筆嘅最高點定勝負，最高的一組可得100分，其次是70分和40分。
線索「猜」「程」「尋」︰
介紹豎琴的有趣知識。

### 第六集
參賽學校︰
- 綠組︰吳氏宗親總會泰伯紀念學校
- 紅組︰上水惠州公立學校
- 藍組︰荃灣官立小學

激發潛能題︰
挑戰名稱︰潛「圖」狙擊

每組派出三位同學，三組輪流比賽。兩位同學負責在波波池內找出合適的動物拼圖，並交給第三位同學在4x4呎的白板上拼出正確圖案，完成後須即刻搖鈴示意。波波池內的球是不可以掉出來的，每掉出一個球，加時兩秒，如此類推。最快時間完成的一組勝出，可得100分，其次為70分和40分。
線索「猜」「程」「尋」︰
介紹沉積岩特質、鸚鵡螺構造等自然知識。

### 第七集
參賽學校︰
- 綠組︰道教青松小學 (湖景邨)
- 紅組︰東華三院王余家潔紀念小學
- 藍組︰保良局世德小學

激發潛能題︰
挑戰名稱︰無限組合

每組派出兩位同學，三組同時比賽。限時5分鐘內，用大會提供的45個英文字母組合出最多生字。每個生字必須由4個或以上字母組成，人名、地名、國家名、品牌名、象聲詞、粗俗字眼及簡稱等不會被計算。組合最多生字的一組勝出，可得100分，其次為70分和40分。
線索「猜」「程」「尋」︰
介紹污泥處理設施，將廢物轉化為能源的過程。

### 第八集
參賽學校︰
- 綠組︰漢華中學 (小學部)
- 紅組︰聖公會阮鄭夢芹銀禧小學
- 藍組︰般咸道官立小學

激發潛能題︰
挑戰名稱︰逆向思維

這項挑戰須分組作賽，每組派出兩位隊員參加。在限時90秒內，主持會以倒序方式讀出不同成語、諺語或詩詞，同學須順序讀出該等成語、諺語或詩詞。每個正確答案可得一分，得分最多的一組勝出，可得100分，其次是70分和40分。
線索「猜」「程」「尋」︰
介紹眼睛出現問題的成因和矯正方法。

### 第九集
參賽學校︰
- 綠組︰聖瑪加利男女英文中小學
- 紅組︰保良局香港道教聯合會圓玄小學
- 藍組︰聖保羅書院小學

激發潛能題︰
挑戰名稱︰「傳」球矚目

這項挑戰須分組作賽，每組派出三位隊員參加，最多用三條繩，把膠球由起點運送至終點，最快成功的一組勝出，可得100分，其次是70分和40分。
線索「猜」「程」「尋」︰
介紹蔬菜種植的知識。

## 每集內容（複賽）

### 第十集
參賽學校︰
- 綠組︰英華小學
- 紅組︰香海正覺蓮社佛教黃藻森學校
- 藍組︰將軍澳天主教小學

激發潛能題︰
挑戰名稱︰碰碰有禮

挑戰分兩個階段進行，第一階段三組輪流比賽，每組派出三位隊員，有10分底分。圓圈內寫有乘車時的各種行為，同學要把2隻棋子推向圓圈，棋子成功停在「禮」字可得5分，停在「有禮行為」可得3分，停在「無禮行為」會扣2分。第二階段三組同時比賽，分三個回合進行，限時30秒，三組各自推出1隻棋子，距離圓心最近的一組可得5分。兩個階段總分數最高的組別可得100分，其次是70分和40分。
線索「猜」「程」「尋」︰
介紹南港島綫全自動列車控制系統的運作。

### 第十一集
參賽學校︰
- 綠組︰聖公會呂明才紀念小學
- 紅組︰大埔舊墟公立學校 (寶湖道)
- 藍組︰吳氏宗親總會泰伯紀念學校

激發潛能題︰
挑戰名稱︰救救企鵝

這個挑戰需要三組輪流比賽，以抽籤形式決定先後次序，每組派出3位同學，同學要在限時5分鐘內，拯救3隻不同大小的企鵝。3位同學須合力將3隻企鵝由冰川的起點，逐一安全運送至冰川的終點，並且要成功將企鵝站在終點指定的位置裏。同學必須要完成運送一隻企鵝，才可以開始運送第二隻，如此類推。同學完成運送3隻企鵝到冰川的終點後，須搖鈴示意。最快的一組可得100分，其次是70分和40分，未能完成挑戰的組別，一律得40分。
線索「猜」「程」「尋」︰
介紹動物接受訓練，並不只是為了表演，而是為了可安全替牠們做身體檢查。

### 第十二集
參賽學校︰
- 綠組︰道教青松小學 (湖景邨)
- 紅組︰聖公會阮鄭夢芹銀禧小學
- 藍組︰聖瑪加利男女英文中小學

激發潛能題︰
挑戰名稱︰寰宇搜救

這個挑戰須分組作賽，每組派出三位隊員參加，在限時5分鐘內，其中2位同學需要在波波池找出10種瀕危動物的圖卡，運送至另1位同學。同學需要根據瀕危動物的出沒地區，把卡放在世界地圖的相應位置上，完成後需要搖鈴示意。成功配對最多答案的一組為之勝出，勝出的一組可得100分，其次是70分和40分。
線索「猜」「程」「尋」︰
介紹香港國際機場各種設施及自助服務系統。

## 每集內容（決賽）

### 第十三集
參賽學校︰
- 綠組︰英華小學
- 紅組︰吳氏宗親總會泰伯紀念學校
- 藍組︰聖瑪加利男女英文中小學

激發潛能題︰
挑戰一（進行地點：香港海洋公園）

每組有10個小籃球，分別代表不同類別的瀕危物種。同學先在展覽板上閱讀瀕危物種資料，再以兩枝長杆，把小籃球運送至正確瀕危物種類別的籃內，最快而且正確完成最多分類的組別勝出，得30分，同時可得下一個遊戲「復活卡」一張。其餘組別分別得20分和10分。
挑戰二（進行地點：港鐵金鐘站）

每組有一幅大地膠，畫有不同港鐵鐵路綫的顏色圈。主持轉動輪盤得出指令，限時20秒內，每組三位同學要按指令把四肢放在地膠上合適的顏色圈內，限時內未能完成指令動作，該組會被淘汰，餘下兩組繼續比賽分勝負，擁有「復活卡」的組別可免被淘汰一次。勝出組別可得30分，其餘組別分別得20分和10分。在決賽錄影廠遊戲中，將按三組的名次使用不同的道具。
挑戰三（進行地點：錄影廠）

三組同時比賽，每組各有六個氣墊球，各組需把氣墊球踢入自己的龍門內，入球最多的一組勝出。

## 得獎學校
- 冠軍：聖瑪加利男女英文中小學
- 亞軍：英華小學
- 季軍：吳氏宗親總會泰伯紀念學校
- 里程盃：香海正覺蓮社佛教黃藻森學校
- 啟航盃：吳氏宗親總會泰伯紀念學校
- 翱翔盃：道教青松小學 (湖景邨)
- 紫荊盃：吳氏宗親總會泰伯紀念學校

## 獎項
- 冠軍隊 — 獎盃一座、獎學金及書券各 5,000 元
- 亞軍隊 — 獎盃一座、獎學金及書券各 3,000 元
- 季軍隊 — 獎盃一座、獎學金及書券各 2,000 元

另每名得獎隊伍隊員均獲發獎狀一張。

## 外部連結
- 小學校際通識大賽2017 香港電台 （页面存档备份，存于）
- 小學校際通識大賽2017 全港青年學藝比賽 （页面存档备份，存于）
- 小學校際通識大賽2017的Facebook專頁